# Staicele
 Staicele (, in tedesco Staicele, in livone Staitsõl) è un comune della Lettonia di poco più di mille abitanti (dati 2010), situato nella regione della Livonia.
È situato lungo il fiume Salaca, al confine con l'Estonia.